# Alchemilla hirsutissima
Alchemilla hirsutissima är en rosväxtart som beskrevs av Sergei Vasilievich Juzepczuk. Alchemilla hirsutissima ingår i släktet daggkåpor, och familjen rosväxter. Inga underarter finns listade i Catalogue of Life.